# Kisszekeres, Szabolcs-Szatmár-Bereg
Kisszekeres  este un sat în districtul Fehérgyarmat, județul Szabolcs-Szatmár-Bereg, Ungaria, având o populație de 595 de locuitori (2011). 

## Demografie
Componența etnică a satului Kisszekeres
     Maghiari (86,72%)
     Romi (13,28%)
Componența confesională a satului Kisszekeres
     Reformați (76,64%)
     Romano-catolici (5,55%)
     Fără religie (4,03%)
     Necunoscută (12,94%)
     Greco-catolici (0,84%)
Conform recensământului din 2011, satul Kisszekeres avea 595 de locuitori. Din punct de vedere etnic, majoritatea locuitorilor (86,72%) erau maghiari, cu o minoritate de romi (13,28%).  Din punct de vedere confesional, majoritatea locuitorilor (76,64%) erau reformați, existând și minorități de romano-catolici (5,55%) și persoane fără religie (4,03%). Pentru 12,94% din locuitori nu este cunoscută apartenența confesională.